# Superkritisk kuldioxid
Superkritisk kuldioxid eller superkritisk CO2 er et flydende stadie af kuldioxid, hvor der er ved eller over sin kritiske temperatur og kritiske tryk.
Kuldioxid optræder normalt som gas i luft ved standardbetingelser eller som fast stof kaldet tøris, når det er nedfrosset. Hvis temperatur og tryk begge øges så det er ved eller over det kritiske punkt for kuldioxid, kan det få egenskaber halvejs mellem gas og væske. Mere specifikt opfører det sig som en superkritisk væske over dets kritiske temperatur (304.25 K) og kritiske tryk (72.9 atm eller 7.39 MPa), og udvider så det fylder beholderen ligesom en gas, mens beholder densiteten som en væske.
Superkritisk CO2 er blevet vigtigt både som et kommercielt og industrielt solvent som følge af dets kemiske egenskaber til ekstraktion samt dets lave toksicitet. Den relativt lave temperatur som processen forløber ved og stabiliteten af CO2 tillader også at de fleste forbindelser kan blive ekstraheret uden for megen skade eller denaturering. Yderligere varierer opløseligheden af mange forbindelser i CO2 med trykket, hvilket tillader selektive ekstraktioner.